# Wilhelmina Stålberg
Carolina Wilhelmina Stålberg, (født 26. november 1803, død 23. juli 1872) var en svensk forfatter, digter, oversætter og tekstforfatter. Hun arbejdede under pseudonymet Wilhelmina.